# Anteromorpha undina
Anteromorpha undina är en stekelart som först beskrevs av Nixon 1933.  Anteromorpha undina ingår i släktet Anteromorpha och familjen Scelionidae. Inga underarter finns listade i Catalogue of Life.